# Cardenal anyil glauc
El cardenal anyil glauc (Cyanoloxia glaucocaerulea) és un ocell de la família dels cardinàlids (Cardinalidae).

## Hàbitat i distribució
Habita matolls de les terres baixes del sud del Brasil, Uruguai i nord-est de l'Argentina.